# Дюнедін (Флорида)
Данідін (англ. Dunedin) — місто (англ. city) в США, в окрузі Пінеллас штату Флорида. Населення — 36 068 осіб (2020).

## Географія
Данідін розташований за координатами 28°1′33″ пн. ш. 82°48′55″ зх. д. / 28.02583° пн. ш. 82.81528° зх. д. (28.025744, -82.815358). За даними Бюро перепису населення США в 2010 році місто мало площу 73,36 км², з яких 26,82 км² — суходіл та 46,54 км² — водойми.

## Демографія
Згідно з переписом 2010 року, у місті мешкала 35 321 особа в 17 618 домогосподарствах у складі 9279 родин. Густота населення становила 481 особа/км². Було 21113 помешкання (288/км²).
Расовий склад населення:
| - 91,6 % — білих - 3,3 % — чорних або афроамериканців - 1,6 % — азіатів - 0,3 % — корінних американців - 0,1 % — вихідців з тихоокеанських островів - 1,3 % — осіб інших рас |

До двох чи більше рас належало 1,8 %. Частка іспаномовних становила 5,9 % від усіх жителів.
За віковим діапазоном населення розподілялося таким чином: 14,9 % — особи молодші 18 років, 57,2 % — особи у віці 18—64 років, 27,9 % — особи у віці 65 років та старші. Медіана віку мешканця становила 51,3 року. На 100 осіб жіночої статі у місті припадало 86,7 чоловіків; на 100 жінок у віці від 18 років та старших — 83,6 чоловіків також старших 18 років.
Середній дохід на одне домашнє господарство становив 62 362 долари США (медіана — 45 618), а середній дохід на одну сім'ю — 80 503 долари (медіана — 60 808). Медіана доходів становила 46 458 доларів для чоловіків та 39 289 доларів для жінок. За межею бідності перебувало 8,0 % осіб, у тому числі 8,0 % дітей у віці до 18 років та 6,7 % осіб у віці 65 років та старших.
Цивільне працевлаштоване населення становило 16 498 осіб. Основні галузі зайнятості: освіта, охорона здоров'я та соціальна допомога — 21,6 %, роздрібна торгівля — 15,5 %, науковці, спеціалісти, менеджери — 13,7 %.

## Уродженці
- Девід Джоллі (* 1972) — американський політик-республіканець.